# Joseph Crowley
Pour les articles homonymes, voir Crowley et Joseph Crowley (homonymie).
Joseph Crowley, né le 16 mars 1962 à New York, est un homme politique américain, élu démocrate de l'État de New York à la Chambre des représentants des États-Unis de 1999 à 2019.

## Biographie
Joseph Crowley est le fils d'un policier. Il est diplômé du Queens College de l'université de la ville de New York en 1985. L'année suivante, il est élu à l'Assemblée de l'État de New York.
Après douze années à l'Assemblée de New York, Crowley est choisi par Thomas J. Manton (en) pour lui succéder à la Chambre des représentants des États-Unis. Lorsque Manton annonce son retrait, il est trop tard pour organiser des primaires et Crowley est désigné par une commission du parti. Dans le 7e district de New York (Flushing, Jackson Heights et Woodside), il remporte les élections de novembre 1998 avec 69 % des voix devant le républicain James Dillon. De 2000 à 2010, il est réélu tous les deux ans avec des scores compris entre 70 et 85 % des suffrages. Sa circonscription est redécoupée en 2011 et devient le 14e district. Crowley est réélu avec 83,2 % des voix en 2012 et 88 % en 2014.
Il vote pour la guerre en Irak et contre les mesures de rétorsion contre les banques après la crise économique de 2008.
Après les élections de 2016, il prend la tête du caucus démocrate à la Chambre et devient le quatrième personnage du groupe. Il fait alors campagne et lève plusieurs millions de dollars pour de nombreux candidats démocrates à travers le pays. Son nom est souvent évoqué pour devenir le prochain chef du groupe démocrate en cas de retrait de Nancy Pelosi. Bien qu'apprécié par ses collègues, son ancienne position à la tête de la modérée New Democrat Coalition, sa qualité d'homme blanc et son absence d'accomplissement législatif majeur jouent contre lui.
En 2018, pour la première fois depuis 2004, Crowley affronte un autre candidat démocrate lors des primaires. Alexandria Ocasio-Cortez fait campagne en tant que femme de couleur et socialiste, dans une circonscription où les minorités sont majoritaires (en anglais : majority-minority district). La jeune démocrate, âgée de 28 ans, attaque également Crowley pour sa position au sein de la hiérarchie démocrate. À la surprise de nombreux observateurs, Crowley est facilement battu par Ocasio-Cortez, qui rassemble 57 % des voix,.
Après sa défaite, il devient lobbyiste chez Squire Patton Boggs (en). Même si cette évolution de carrière est assez classique pour un ancien élu du Congrès, la gauche du parti et la presse estiment qu'il donne ainsi raison à son ex-rivale qui l'accusait d'être trop proche du monde des affaires.